# Грэм, С. Дж.
С. Дж. Грэм (англ. C. J. Graham; род. 26 февраля 1957, Сиэтл, Вашингтон, США) — американский актёр и каскадёр, получивший свою известность благодаря роли маньяка Джейсона Вурхиза в фильме ужасов «Пятница, 13-е — Часть 6: Джейсон жив!» (1986).
Также снялся в фильмах «Привет с дороги в ад» (1991) и «Воспоминания Хрустального озера: Полная история пятницы 13-го» (2013).

## Карьера
До своего начала кинокарьеры Грэм владел ночным клубом. Благодаря своему росту в 191 сантиметр он стал идеальным кандидатом на роль маньяка Джейсона Вурхиза в грядущем фильме «Пятница, 13-е — Часть 6: Джейсон жив!». Несмотря на то, что на роль Джейсона уже был выбран другой актёр, Дэн Брэдли, благодаря своему большому росту Грэм стал основным исполнителем роли Вурхиза во всех сценах, кроме одной, в которой роль Джейсона исполнил Брэдли. 
В том же 1986 году Грэм вновь исполнил эпизодическую роль Джейсона Вурхиза в музыкальном клипе He’s Back (The Man Behind the Mask) певца Элиса Купера, выход которого был приурочен к премьере «Пятницы, 13-е — Часть 6».
В 1991 году Грэм исполнил роль главного антагониста, изуродованного маньяка Сержанта Бедлама, в фильме ужасов режиссёра Эйта Де Йонга «Привет с дороги в ад».

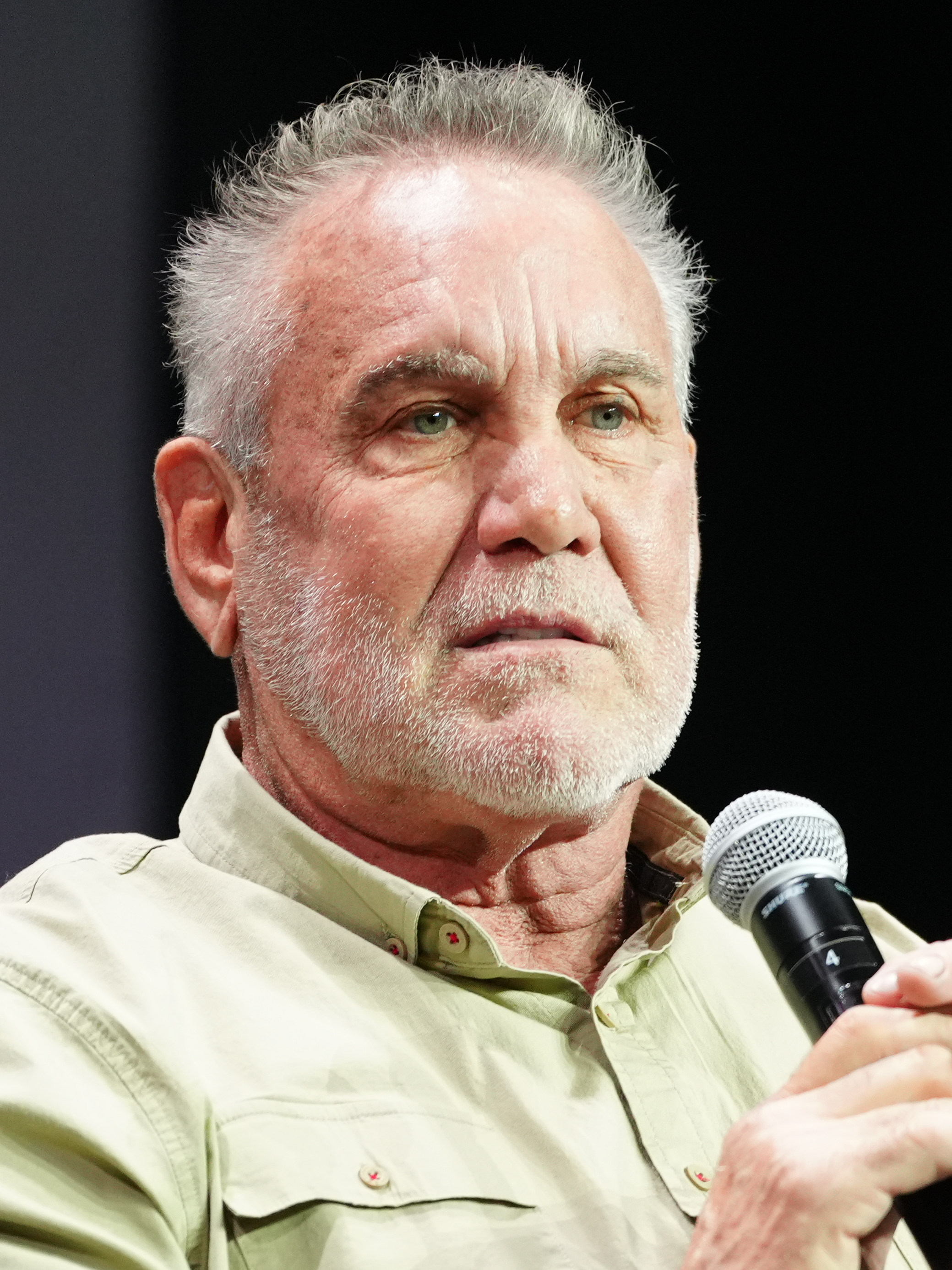
Грэм в 2024 году

В 2003 году, по словам самого Грэма, ему предложили вновь исполнить роль Джейсона Вурхиза в фильме-кроссовере «Фредди против Джейсона». Как сообщал Грэм, продюсеры фильма хотели заменить актёра Кейна Ходдера, который исполнял роль Вурхиза в последних четырёх фильмах франшизы, на кого-нибудь другого, и в качестве альтернативы рассматривался именно Грэм. Как заявил сам Грэм, он отказался заменять Ходдера из-за их старой дружбы и чувства, что с Кейном очень плохо поступили, убрав с роли просто так. В итоге, роль Джейсона в кроссовере досталась актёру Кену Кирзингеру. 
В 2021 году Грэм исполнил роль самого себя в комедийном мета-слэшере «Фанат Пятницы 13-е», в котором приняли участие почти все актёры, когда-либо снимавшиеся во франшизе. 
В настоящее время Грэм больше не снимается в крупнобюджетном кино, получая гонорары за участие на различных кинофестивалях на тематику ужасов и за роли в фанатских фильмах и проектах.

## Фильмография
| Год  |     | Русское название                                              | Оригинальное название                                          | Роль              |
| ---- | --- | ------------------------------------------------------------- | -------------------------------------------------------------- | ----------------- |
| 1986 | ф   | Пятница, 13-е — Часть 6: Джейсон жив!                         | Friday the 13th Part VI: Jason Lives                           | Джейсон Вурхиз    |
| 1991 | ф   | Привет с дороги в ад                                          | Highway to Hell                                                | Сержант Бедлам    |
| 2009 | док | Его звали Джейсон: 30 лет «Пятнице, 13-е»                     | His Name Was Jason: 30 Years of Friday the 13th                | самого себя       |
| 2013 | док | Воспоминания Хрустального озера: Полная история пятницы 13-го | Crystal Lake Memories: The Complete History of Friday the 13th | самого себя       |
| 2019 | ф   | Месть                                                         | Vengeance                                                      | Элиас Вурхиз      |
| 2020 | с   | Сцена интервью со снобами                                     | Scene Snob Interviews                                          | самого себя       |
| 2021 | ф   | Фанат Пятницы 13-е                                            | 13 Fanboy                                                      | самого себя       |
| 2022 | ф   | Пятница 13-е: Месть — Часть II: Родословная                   | Friday the 13th Vengeance 2: Bloodlines                        | Элиас Вурхиз      |
| 2022 | ф   | Режь!                                                         | Slice!                                                         | самого себя       |
| 2023 | ф   | Тедди мне сказал                                              | Teddy Told Me To                                               | садовник Рон      |
| 2024 | ф   | Джейсон в Индианаполисе: Дань уважения «Пятнице, 13-е»        | Jason in Indianapolis: A Friday the 13th Tribute               | выживший в лагере |
| 2024 | ф   | Кузнец сердец                                                 | The Heartsmith                                                 | дрожащий человек  |